# Osteopenia
L'osteopenia è una riduzione della massa ossea dovuta alla inadeguata sintesi di matrice osteoide.
L'osteopenia è definita come quella condizione ossea per cui vi è una densità minerale al di sotto dei valori di normalità, ma che ancora non può considerarsi osteoporosi manifesta in quanto non c'è l'evidenza di fratture.
L'osteopenia si presenta frequentemente negli anni immediatamente dopo la menopausa, ma può evidenziarsi anche in giovane età quando l'osso non raggiunge la sua robustezza ottimale. È il periodo in cui le terapie hanno una elevata possibilità di rallentare la perdita di massa ossea. È in questi casi che bisogna attenersi scrupolosamente ai consigli del medico e seguire nel modo più completo una corretta alimentazione e un adeguato stile di vita.

## Tipologia
Le osteopenie possono essere:
- displastiche
- malaciche
- porotiche
- necrotiche

### Osteopenia displastica
L'osteogenesi è alterata in fase molto precoce, durante lo sviluppo della cellula staminale e prima della formazione della matrice e della sua calcificazione (malattia genetica che colpisce bambini di pochi mesi). La cellula progenitrice evolve verso i fibroblasti e fibriciti anziché osteoblasti e osteocita, si forma perciò un tessuto fibroso anziché tessuto osseo. Appartengono a questo gruppo la displasia fibrosa o l'osteogenesi imperfetta.

### Osteopenia malaciche
Sono normali sia lo sviluppo che la differenziazione della cellula staminale primitiva e la prima fase dell'osteogenesi, mentre è alterata la calcificazione della matrice proteica, per cui si forma tessuto osteoideo non osseo. Si manifesta come: rachitismo (età infantile) osteomalacia (età adulta).

### Osteopenia porotica
In questa patologia vi sono alterazioni degli ormoni che regolano l'equilibrio tra la produzione e il riassorbimento. L'esempio più classico è l'osteoporosi (e interessa le donne dopo i 50 anni).

### Osteopenia necrotica
La necrosi femorale cefalica e l'osteonecrosi, il processo patologico è caratterizzato da fenomeni di osteonecrosi mediati da alterazioni microcircolatori locali.